# Karl Heinz Hausmann

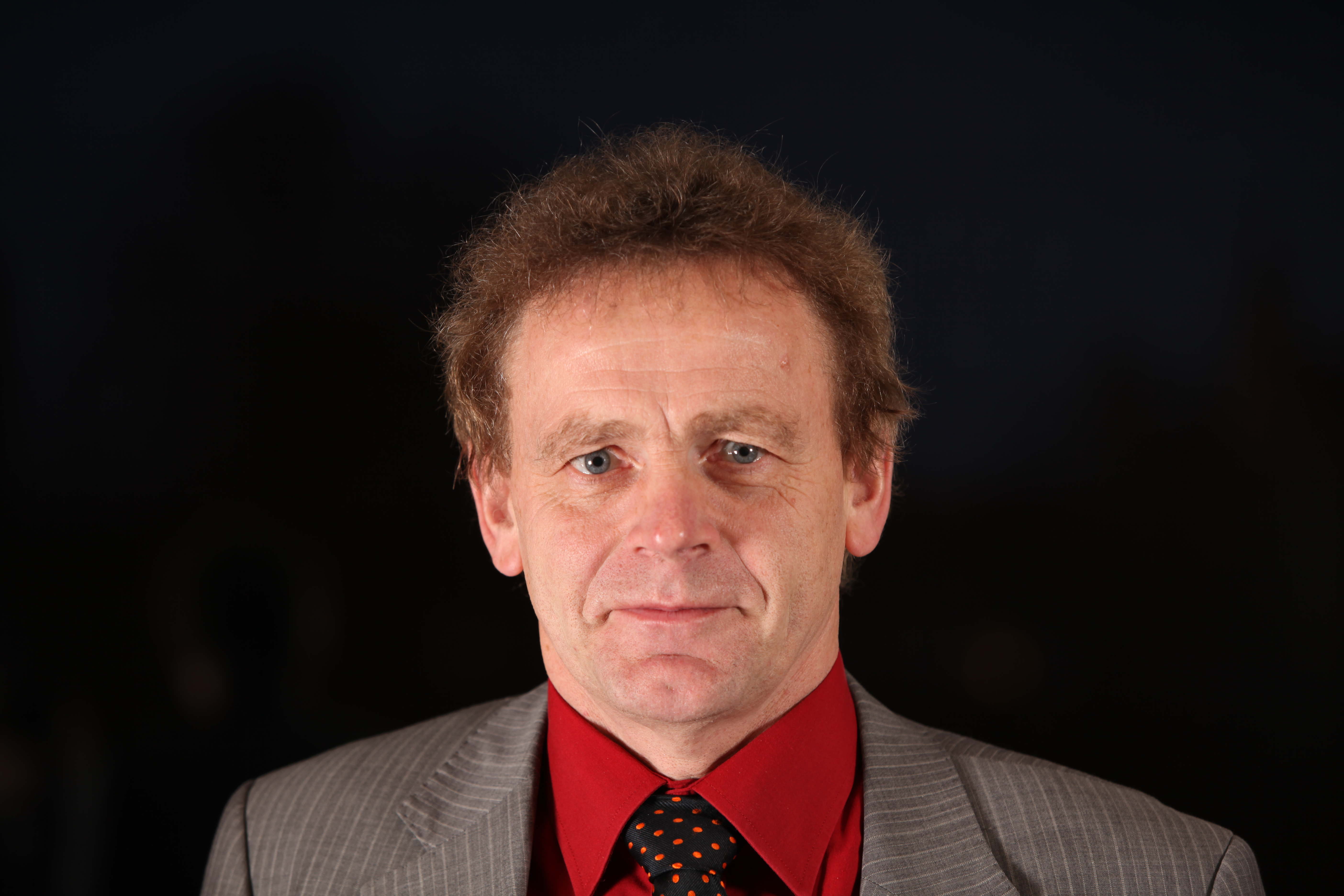
Karl Heinz Hausmann im November 2009

Karl Heinz Hausmann (* 3. Januar 1952 in Rotenburg (Wümme)) ist ein deutscher Politiker (SPD). Von Februar 2008 bis November 2022 war er Mitglied im Niedersächsischen Landtag.

## Ausbildung und Beruf
Nach dem Volksschulabschluss in Lasfelde machte Hausmann zunächst eine Berufsausbildung zum Modellbauer. Von 1971 bis 1980 war er Polizeivollzugsbeamter beim Bundesgrenzschutz. 1980 erwarb Hausmann die Fachhochschulreife und begann 1981 eine Ausbildung zum Turn- und Sportlehrer an der Deutschen Turnschule in Frankfurt am Main. Von 1981 bis 1992 war er als technischer Angestellter in der Arbeitsvorbereitung tätig. 1992 machte sich Hausmann dann als Einzelhändler für Sportbekleidung selbständig.
Er ist verheiratet und hat drei Kinder.

## Politik
1985 wurde Hausmann Mitglied der SPD. Seit 1986 ist er Mitglied im Ortsrat der Ortschaften Lasfelde-Petershütte-Katzenstein und dort von 1996 bis 2011 stellv. Ortsbürgermeister. Im Jahr 1988 wurde er in den Rat der Stadt Osterode am Harz gewählt. Ab 2004 war er dort bis 2009 Vorsitzender der SPD-Ratsfraktion. Im selben Jahr wurde er auch Vorsitzender des SPD-Ortsvereins Osterode am Harz. Dieses Amt übte er bis 2010 aus. Im Jahr 2009 übernahm Hausmann den Vorsitz des SPD-Unterbezirks Osterode. Im Zuge des Zusammenschlusses beider Unterbezirke wurde er 2016 zum stellvertretenden Vorsitzenden des SPD-Unterbezirks Göttingen gewählt. 
Von 2006 bis 2016 saß er im Kreistag des Landkreises Osterode am Harz und übte das Amt des dritten stellv. Landrates aus. Seit der Fusion mit dem Landkreis Göttingen im Jahr 2016 sitzt Hausmann im Kreistag des neuen Landkreis Göttingen. 
Von Januar 2008 bis November 2022 war er Abgeordneter des Niedersächsischen Landtags. Er erlangte stets das Direktmandat im Wahlkreis Osterode (2017 umbenannt in Wahlkreis Göttingen/Harz). Zur Landtagswahl 2022 trat er nicht wieder an.